# Скиба Олександр Сергійович (старший сержант)
Олекса́ндр Сергі́йович Ски́ба — старший сержант Збройних сил України, учасник російсько-української війни.

## Короткий життєпис
Народився 1974 року в смт Сутиски (Тиврівський район, Вінницька область); закінчив Сутиську ЗОШ. Працював у міліції, звільнився через астму. Займався громадською діяльністю. Був активним учасником Революції Гідності. Член громадського формування з охорони громадського порядку «Патріоти Тиврівщини». З початком АТО добровольцем пішов на фронт.
Старший сержант, 24-й батальйон територіальної оборони «Айдар».
5 вересня 2014-го зник безвісти під час бою з російськими диверсантами, які напали на бійців 2-ї роти батальйону із засідки поблизу села Весела Гора. Бійці на двох машинах під'їхали до блокпоста — на ньому майорів український прапор. Командир групи Скиба вийшов з машини, терористи відкрили вогонь. Прострелено бензобак, одна з автівок вибухнула.
Тимчасово похований з військовими почестями як невідомий захисник України в місті Старобільськ.
Особу встановлено за тестом ДНК. 8 лютого 2015-го перепохований в смт Сутиски.
Без Олександра лишились батьки, дружина, син і донька.

## Нагороди і вшанування
За особисту мужність і героїзм, виявлені у захисті державного суверенітету та територіальної цілісності України, вірність військовій присязі під час російсько-української війни
нагороджений
- орденом «За мужність» ІІІ ступеня (4.6.2015, посмертно)
- нагрудним знаком «За оборону Луганського аеропорту» (посмертно)
- Його портрет розміщений на меморіалі «Стіна пам'яті полеглих за Україну» в Києві: секція 4, ряд 10, місце 7
- у Сутиській ЗОШ відкрито меморіальну дошку його честі
- Вшановується в меморіальному комплексі «Зала пам'яті», в щоденному ранковому церемоніалі 5 вересня[1]